# YouTuber
YouTuber是指以影音網站YouTube為主要活動據點的網路紅人、或在YouTube投稿原創影片之創作者。若只在社群媒體分享個人之人、事、時、地、物，較宜以「創作者」稱呼。若為專業的官方頻道則不適合使用此一稱呼，雖然專業的官方頻道會發佈較多的影片，个人或小团队自创的內容卻更受歡迎。熱門的頻道會佔據YouTube絕大多數的觀看次數。

## 定义
YouTuber一詞源自於YouTube與英語詞尾“er”（表某職業之意）組成，指其主要或唯一视频分享平台为YouTube频道的人。有台湾网络媒体戲稱「油土伯」。

## 收入來源
YouTuber收入來源包含廣告收益、頻道會員、超級留言、超級貼圖、超級感謝、YouTube Premium、業務配合：
- 廣告收益：YouTube藉由影片开播前的廣告和视频中间插入的广告營利，並與YouTuber分潤廣告收入。
- 頻道會員：觀眾可付費成為頻道會員，YouTuber可依照金額高低提供不同福利。
- 超級留言與超級貼圖：直播時，觀眾可付費使用「超級留言」（super chat）或「超級貼圖」（super stickers）功能。
- 超級感謝（Super Thanks）：價格從2美元至50美元不等，觀眾可以在影音頁面購買，然後其會在評論區會出現特別顯眼的評論。[6]
- YouTube Premium：訂閱 YouTube Premium 的觀眾觀看的影片，其YouTuber就能獲得分潤。
- 業務配合：在影片中促銷合作公司的產品或是加入廣告內容。

## 等级
當YouTuber在YouTube上的頻道訂閱人數到達一定人數，YouTube營運方即會贈送創作者獎牌以示鼓勵：
- 十萬訂閱：白銀創作者獎
- 一百萬訂閱：鑠金創作者獎
- 一千萬訂閱：鑽石創作者獎
- 五千萬訂閱：紅寶石創作者獎
- 一億訂閱：紅鑽石創作者獎